# Фантасмагорія

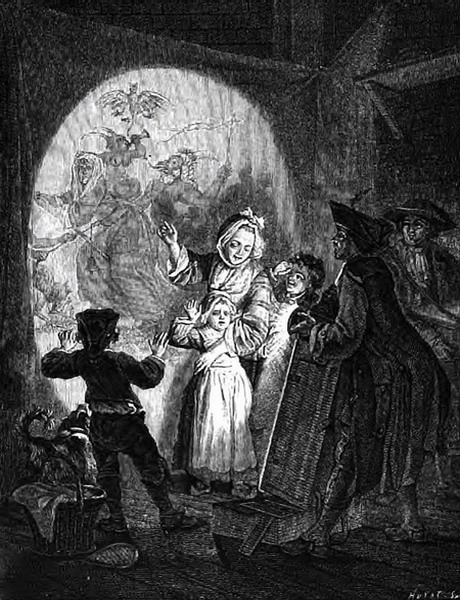
Фантасмагорія 18 ст.

Фантасмагорія (фр. fantasmagorie) — вид спектаклю, придуманий у 18 столітті у Франції, у якому з допомогою магічного ліхтаря показували образи привидів, мертвих, різних страховиськ.